# U-19-Fußball-Asienmeisterschaft der Frauen 2019
Die U-19-Fußball-Asienmeisterschaft der Frauen 2019 war die zehnte Auflage der U-20-Fußball-Asienmeisterschaft der Frauen, der alle zwei Jahre stattfindenden internationalen Jugendfußballmeisterschaft, die von der Asian Football Confederation (AFC) für die weiblichen U-19-Nationalmannschaften Asiens organisiert wird. Das Turnier wurde zwischen dem 27. Oktober und dem 9. November 2019 in Thailand ausgetragen. Es traten insgesamt acht Mannschaften an.
Die drei besten Mannschaften des Turniers hätten sich als AFC-Vertreter für die U-20-Weltmeisterschaft der Frauen 2020 in Costa Rica qualifiziert (die ursprünglich für 2020 geplant war, aber wegen der COVID-19-Pandemie verschoben wurde). Die FIFA gab jedoch am 17. November 2020 bekannt, dass diese Weltmeisterschaft abgesagt wird.
Diese Ausgabe war die letzte, die als U-19-Turnier ausgetragen wurde, da die AFC dem Vorschlag zugestimmt hatte, das Turnier ab 2022 von der U-19- auf die U-20-Auswahl umzustellen.
Japan war der Titelverteidiger und gewann die U-19-Asienmeisterschaft. 

## Finale
|                  |   |       |           |
| 9. November 2019 |   |       |           |
| Nordkorea        | – | Japan | 1:2 (0:0) |

## Schiedsrichter
- Ranjita Devi Tekcham
- Mahsa Ghorbani
- Fusako Kajiyama
- Pak Un-jong
- Abirami Apbai Naidu
- Oh Hyeon-jeong
- Pansa Chaisanit
- Edita Mirabidova